# Zevenblad
Zevenblad (Aegopodium podagraria) is een vaste plant uit de schermbloemenfamilie (Apiaceae). De plant groeit op beschaduwde plaatsen in heggen, tuinen, wegbermen en akkerranden op vochtige of bemeste grond. De plant wordt ook hanenkam, tuinmansverdriet en heers genoemd.
De stengels zijn hol en gegroefd. Zevenblad wordt 60–90 cm hoog. De plant heeft kruipende, ondergrondse uitlopers (rizomen). De plant wordt beschouwd als een onkruid, omdat de wortelstok makkelijk afbreekt en het zodoende moeilijk te verwijderen is. Een beukenhaag kan een natuurlijke barrière vormen.

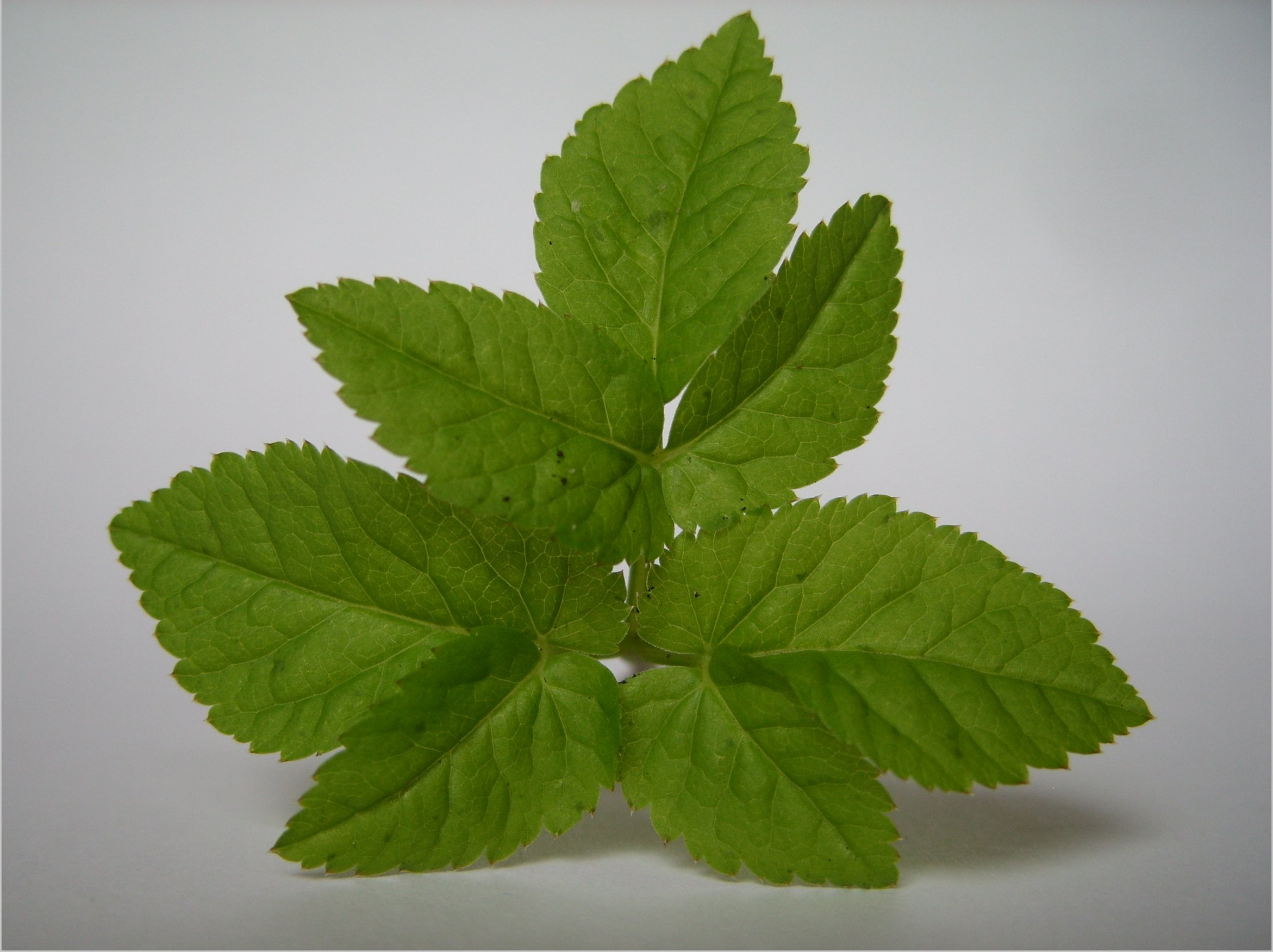
Zeventallig blad

De bladeren zijn onder aan de stengel zeventallig (vandaar de naam) en hebben drie blaadjes bovenaan en twee maal twee blaadjes onderaan het blad. Ze hebben een bladsteel met een buikige schede. Hoger aan de stengel zijn de bladeren vaak vijftallig.
Zevenblad bloeit met een samengesteld scherm met twaalf tot twintig stralen zonder omwindsels. De bloeitijd is van mei tot augustus. De bloemen zijn meestal wit, maar soms enigszins roze en hebben een doorsnede van 1 mm. Er zijn vijf kroonblaadjes met naar binnen gekrulde punten.
Zevenblad draagt een eivormig, geribd vruchtje van 4 mm lang, waarvan de blijvende stijlen teruggeslagen zijn en de ribben maar weinig uitsteken. De vrucht is een tweedelige splitvrucht, waarvan de ronde deelvruchtjes maar één zaadje bevatten.
Zevenblad bevat vitamine C, caroteen en kalium, calcium, magnesium, kiezelzuur. Zevenblad is eetbaar, de bladeren kunnen bereid worden als spinazie. Gedroogd smaakt het naar peterselie.
In de volksgeneeskunde gebruikte men zevenblad bij de behandeling van jicht en reuma. De wetenschappelijk naam (podagra = jicht) verwijst daar naar. Ook de volksnaam flerecijnkruid slaat daarop. Omslagen van gekneusde bladeren van zevenblad werken pijnstillend op pijnlijke gewrichten.

## Syntaxonomie
In de syntaxonomie staat zevenblad te boek als kensoort voor de zevenblad-associatie (Urtico-Aegopodietum).